# ستيم بانك

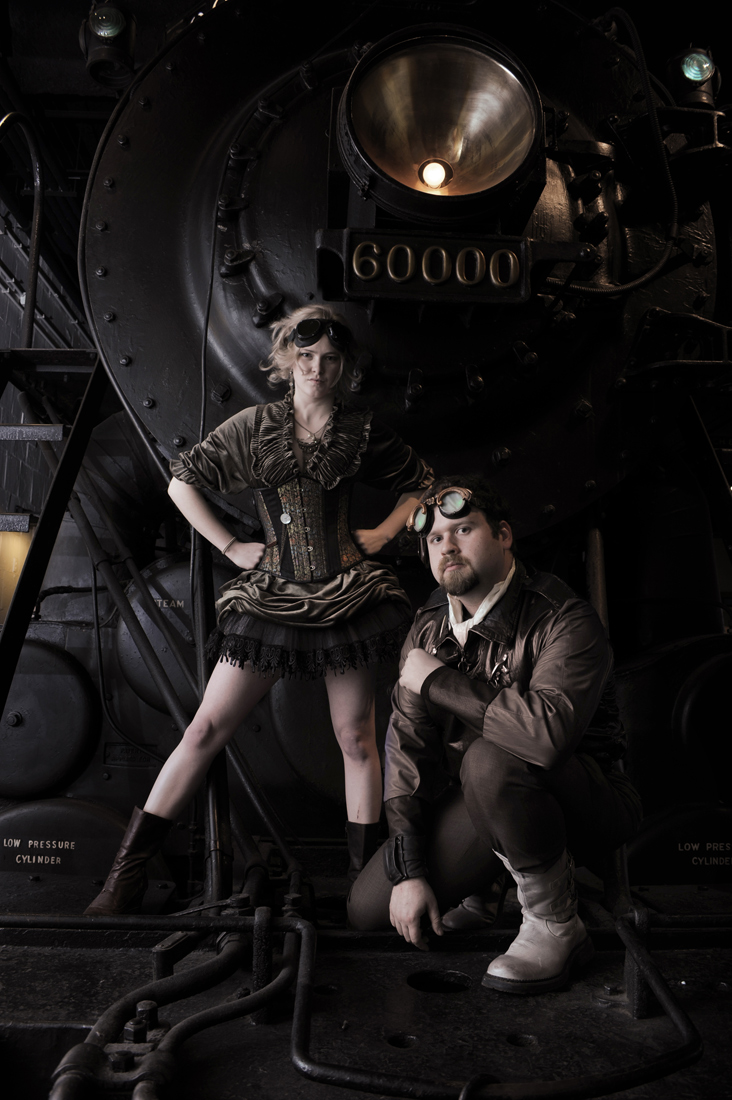
صورة لقصة ذات طابع "ستيم بانك"

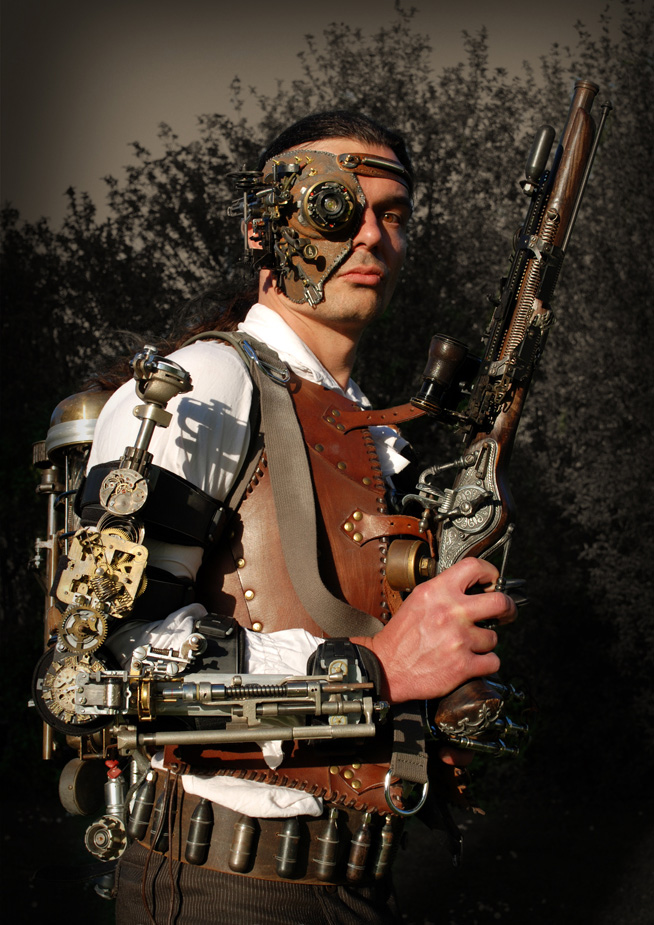
الزي ستيم بانك مع سترة جلدية ، بندقية ثقيلة ، vambrace ، آلة الزمن على ظهره، قناع، وملابس من العصر الفيكتوري.

ستيم بانك Steampunk هو أحد الأنواع الفرعية من الخيال العلمي الذي يتضمن التكنولوجيا والتصميمات الجمالية المستوحاة من الآلات الصناعية التي تعمل بالبخار في القرن التاسع عشر. على الرغم من أن أصولها الأدبية ترتبط أحيانًا بنوع السايبربانك، إلا أن أعمال الستيمبانك غالبًا ما تحدُث في تاريخ بديل من العصر الفيكتوري البريطاني في القرن التاسع عشر أو «الغرب المتوحش» الأمريكي، حيث في مستقبل الزمن البديل حافظت فيه الطاقة البخارية على الاستخدام السائد.

## الأزياء
لا يوجد لأزياء الستيم بانك مجموعة مُحددة من المبادئ التوجيهية ولكن يميل إلى تجميع الأنماط الحديثة المختلفة مع التأثيرات بالعصر الفيكتوري. قد تشمل هذه التأثيرات المنفجة، الكورسيهات، العباءات، التنورات الداخلية، الصدريات، والمعاطف، والقبعات العليا والسترات والذراعين؛ أو الملابس العسكرية.